# EBioMedicine
eBioMedicine es una revista médica de acceso abierto revisada por pares lanzada inicialmente por Elsevier, poco después respaldada por Cell Press y 'The Lancet, y en 2018 incorporada a las revistas de la familia The Lancet , con motivo del inicio de su revista hermana eClinicalMedicine (factor de impacto 17.033). ), también publicado por The Lancet. En enero de 2022, eBioMedicine y eClinicalMedicine pasaron a formar parte de THE LANCET Discovery Science, un conjunto de revistas de acceso abierto dedicadas a la evidencia temprana esencial. 
La revista está resumida e indexada en Index Medicus / MEDLINE / PubMed.
La revista también está indexada en :
- Chemical Abstracts
- Crossref
- Directory of Open Access Journals (DOAJ)
- Embase
- Essential Science Indicators
- GoOA (National Science Library, Chinese Academy of Science)
- PubMed Central (PMC)
- Science Citation Index Expanded (SCIE)
- Scopus

## Métricas de revista
2024
- Web of Science Group : 8,14
- Índice h de Google Scholar: 79
- Scopus: 7,81